# Irlande aux Jeux olympiques d'hiver de 1998
L'Irlande participe aux Jeux olympiques d'hiver de 1998, organisés à Nagano au Japon. Ce pays prend part à ses deuxièmes Jeux olympiques d'hiver. Six athlètes irlandais prennent part à la manifestation. Ils ne remportent pas de médaille.

## Athlètes engagés

### Bobsleigh
| Bob   | Athlètes                      | Épreuve    | Manche 1 | Manche 1 | Manche 2 | Manche 2 | Manche 3 | Manche 3 | Manche 4 | Manche 4 | Total         | Total |
| Bob   | Athlètes                      | Épreuve    | Temps    | Rang     | Temps    | Rang     | Temps    | Rang     | Temps    | Rang     | Temps         | Rang  |
| ----- | ----------------------------- | ---------- | -------- | -------- | -------- | -------- | -------- | -------- | -------- | -------- | ------------- | ----- |
| IRL-1 | Jeff Pamplin Terry McHugh     | Bob à deux | 56 s 32  | 28       | 56 s 05  | 27       | 55 s 99  | 27       | 55 s 96  | 27       | 3 min 44 s 32 | 27    |
| IRL-2 | Peter Donohoe Simon Linscheid | Bob à deux | 57 s 03  | 35       | 57 s 26  | 37       | 56 s 57  | 32       | 56 s 59  | 33       | 3 min 47 s 45 | 35    |

| Bob   | Athlètes                                              | Épreuve      | Manche 1 | Manche 1 | Manche 2 | Manche 2 | Manche 3 | Manche 3 | Total         | Total |
| Bob   | Athlètes                                              | Épreuve      | Temps    | Rang     | Temps    | Rang     | Temps    | Rang     | Temps         | Rang  |
| ----- | ----------------------------------------------------- | ------------ | -------- | -------- | -------- | -------- | -------- | -------- | ------------- | ----- |
| IRL-1 | Jeff Pamplin Simon Linscheid Garry Power Terry McHugh | Bob à quatre | 55 s 79  | 29       | 55 s 57  | 29       | 55 s 87  | 30       | 2 min 47 s 23 | 30    |

### Ski alpin
| Athlète                         | Épreuve         | Total         | Total |
| Athlète                         | Épreuve         | Temps         | Rang  |
| ------------------------------- | --------------- | ------------- | ----- |
| Patrick-Paul Schwarzacher-Joyce | Descente hommes | 1 min 58 s 71 | 27    |

| Athlète                         | Épreuve        | Slalom        | Slalom  | Descente      | Total         | Total |
| Athlète                         | Épreuve        | Temps 1       | Temps 2 | Temps         | Temps total   | Rang  |
| ------------------------------- | -------------- | ------------- | ------- | ------------- | ------------- | ----- |
| Patrick-Paul Schwarzacher-Joyce | Combiné hommes | 1 min 00 s 11 | 56 s 11 | 1 min 42 s 81 | 3 min 39 s 03 | 15    |